# San Pedro Ixcatlán
San Pedro Ixcatlán è un comune del Messico, situato nello stato di Oaxaca.